# Secunden-Polka
Die Secunden-Polka ist eine Polka française von Johann Strauss Sohn (op. 258). Das Werk wurde am 27. August 1861 in Pawlowsk in Russland erstmals aufgeführt.